# Модели социјалног рада
Модели социјалног рада су модели у социјалним наукама подразумевају покушај груписања метода и техника сличног терапијског оквира у веће целине чија је карактеристика еластични теоријски концепт, оперативна методологија и доступност циљева за реализацију. Повезивање метода и техника у моделе омогућава продуктивније повезивање теорије и праксе и стимулише развој струке од социјално-административног ка комплексном приступу појединцима, породицама и другим социјалним групама у заједници.